# Paulette McDonagh
Paulette McDonagh (ur. 11 czerwca 1901, zm. 30 sierpnia 1978) – australijska scenarzystka i reżyserka filmowa. Wraz z siostrami, Isabellą i Phyllis założyła pierwsze australijskie przedsiębiorstwo filmowe zarządzane całkowicie przez kobiety.

## Życiorys
Była córką Annie Jane McDonagh (de domo Amora) pielęgniarki argentyńskiego pochodzenia i lekarza Johna Michaela McDonagha. Miała sześcioro rodzeństwa, w tym siostry Isabel i Phyllis. Dorastała w Sydney w dzielnicy Darlinghurst. Wbrew temu, co siostry McDonagh mówiły w późniejszych czasach, ich rodzina nie była zamożna – ojciec często tracił pieniądze na chybionych inwestycjach, wydawał też nadwyżki pieniężne na działalność charytatywną.
W rodzinie Paulette rozbudzano w dzieciach wrażliwość na sztukę. Ojciec świadczył usługi medyczne dla trupy teatralnej J. C. Williamson's Theatre Company, dlatego siostry McDonagh co sobotę udawały się do teatru na popołudniowe przedstawienia. Z kolei w niedziele ich rodzice niekiedy urządzali w domu wieczorki teatralne, w których brali udział aktorzy i przedstawiciele socjety. Ponadto matka, wielbicielka filmów, zabierała dzieci do kina w każdą niedzielę.
Reżyserii uczyła się sama, oglądając po wielokroć ten sam film w kinie i analizując sposób, w jaki został zrobiony. Scenopisarstwa z kolei nauczyła się dzięki jednemu z korespondencyjnych kursów, reklamowanych w australijskich czasopismach. W 1925 r. wystąpiła jako statystka w filmie The Mystery of a Hansom Cab. Następnie uczęszczała do szkoły aktorskiej P. J. Ramstera.
Wraz z siostrami założyła wytwórnię filmową w rodzinnej rezydencji na przedmieściach Drummoyne (dom ten był scenografią dla wielu fragmentów ich filmów). Według niektórych źródeł fundusze w wysokości 1000 £ potrzebne na założenie wytwórni otrzymały w spadku po ojcu, inne jednak wskazują, że był to mit propagowany przez same siostry, w rzeczywistości zaś ta kwota była częścią spadku w wysokości 8000 £, który zapisał siostrom Ernest Amora, wuj ze strony matki.
Pierwszym filmem sióstr McDonagh był Those Who Loved (premiera 22 listopada 1926 r.). Początkowo film miał być nakręcony przez P.J. Ramstera, właściciela szkoły aktorskiej zatrudnionego przez siostry. Ale z powodu różnic artystycznych i wyraźnej przewagi Paulette, to ona zdecydowała się zająć reżyserią filmu. Paulette wraz z Phyllis wymyśliła fabułę, a następnie sama przez dwa miesiące pracowała nad szczegółowym scenariuszem. Później ponownie pracowała razem z Phyllis, tym razem nad treścią plansz tekstowych. Film różnił się od ówczesnych produkcji australijskich, które rozgrywały się zazwyczaj w buszu, za bohatera mając zazwyczaj białego mężczyznę, walczącego z nieprzyjaznym otoczeniem. Those Who Loved wzorowane było na hollywoodzkich melodramatach. Okazało się być hitem na rynku australijskim, zarabiając tam więcej niż Gorączka złota Charliego Chaplina. Prasa ogłosiła produkcję najlepszym dotychczas nakręconym filmem australijskim.
Sukces kasowy filmu umożliwił nakręcenie kolejnego, kosztującego tym razem 2000 £, The Far Paradise (1928). Choć film ponownie zbierał pozytywne recenzje, siostry McDonagh nie zarobiły na nim zbyt wiele, ze względu na to, że nie mogły znaleźć dystrybutora na rynek zalany produkcjami Hollywood. Aby wytwórnia mogła funkcjonować dalej, zmuszone były zastawić rodzinną rezydencję. Kolejną produkcją było The Cheaters. Zostało ono zgłoszone do konkursu filmowego Australian Film Competition, jednak aby spełnić wymogi konkursu siostry zmuszone były udźwiękowić produkcję, co zrodziło wiele problemów i niekorzystnie odbiło się na samym filmie i jego projekcji.
W następnych latach siostry kręciły krótkometrażowe filmy dokumentalne.
W 1933 r. Paulette wyreżyserowała kolejny film stworzony wraz z siostrami – Two Minutes' of Silence. To antywojenny obraz krótkometrażowy, adaptacja sztuki Leslie Haylen Film podejmował zupełnie inną tematykę niż poprzednie filmy sióstr – melodramaty z silnym wątkiem miłosnym. Dlatego spotkała go komercyjna porażka. Jak stwierdziła Paulette: gdybyśmy nakręciły kolejny romans, cały świat jadłby nam z ręki. "Two Minutes' of Silence" było zbyt prawdziwe.
Siostry Paulette zrezygnowały z dalszej wspólnej pracy. Ona sama jednak próbowała dalej – próbowała pracować za darmo jako asystentka reżysera Johna Flynna. Nie mogła zdobyć budżetu na własną pełnometrażową produkcję. Wyreżyserowała zaledwie kilka filmów krótkometrażowych. Później zakończyła pracę w przemyśle filmowym. Aż do 1940 r. mieszkała ze swoimi siostrami. Następnie przeniosła się do Kings Cross. Zmarła 30 sierpnia 1978 r. Nie dożyła ponownego odkrycia i uznania dla filmów sióstr McDonagh, które miało miejsce w tym samym roku.